# Sévérac-d'Aveyron
Sévérac-d'Aveyron es una comuna francesa situada en el departamento de Aveyron, de la región de Occitania.

## Historia
Fue creada el 1 de enero de 2016, en aplicación de una resolución del prefecto de Aveyron de 6 de noviembre de 2015 con la unión de las comunas de Buzeins, Lapanouse, Lavernhe, Recoules-Prévinquières y Sévérac-le-Château, pasando a estar el ayuntamiento en la antigua comuna de Sévérac-le-Château.

## Demografía
| Gráfica de evolución demográfica de Sévérac-d'Aveyron entre 1800 y 2020 |
|                                                                         |

Los datos entre 1800 y 2013 son el resultado de sumar los parciales de las cinco comunas que forman la nueva comuna de Sévérac-d'Aveyron, cuyos datos se han cogido de 1800 a 1999, para las comunas de Buzeins, Lapanouse, Lavernhe, Recoules-Prévinquières y Sévérac-le-Château de la página francesa EHESS/Cassini. Los demás datos se han cogido de la página del INSEE.

## Composición
| Comuna delegada        | Código INSEE | Población (2013) | Superficie (km²) | Densidad (hab./km²) |
| ---------------------- | ------------ | ---------------- | ---------------- | ------------------- |
| Buzeins                | 12040        | 187              | 21.59            | 9                   |
| Lapanouse              | 12123        | 769              | 27.19            | 28                  |
| Lavernhe               | 12126        | 231              | 26.32            | 9                   |
| Recoules-Prévinquières | 12196        | 516              | 25.20            | 20                  |
| Sévérac-le-Château     | 12270        | 2398             | 108.42           | 22                  |